# Paraclito

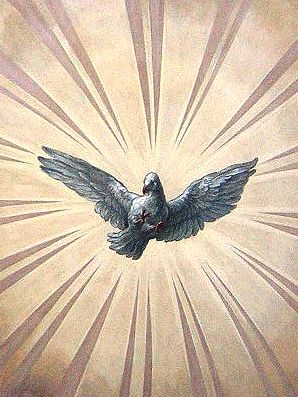
Rappresentazione artistica dello Spirito Santo in un affresco della Karlskirche di Vienna

Paràclito, o paraclèto (in greco antico: παράκλητος?, paráklētos) è il termine con cui nel Vangelo secondo Giovanni si indica lo Spirito Santo.

## Etimologia
Si tratta in origine di un termine del linguaggio giuridico: il verbo παρακαλέω significava letteralmente "chiamare vicino", ed il participio passato aveva come equivalente latino l'ad-vocatus, cioè "avvocato", inteso come "difensore" o "soccorritore", per estensione "consolatore". Il contesto in cui si usa questo termine nei testi profani è quello del processo, e indica "colui che sta al lato dell'accusato" per difenderlo.

## Semantica biblica
Gesù, nel suo discorso di addio pronunciato durante l'Ultima Cena e riportato nel Vangelo di Giovanni, promette ai suoi discepoli di non lasciarli soli, ma di mandar loro un consolatore (Gv 14,16, Gv 14,26, Gv 15,26, Gv 16,7). In Gv 14,16 lo Spirito è chiamato "altro paraclito", a significare che il primo paraclito è lo stesso Gesù: infatti in 1Gv 2,1 è Gesù stesso ad essere definito paraclito.

## I due paracleti e la SS. Trinità
I protestanti pervengono a conclusioni diametralmente opposte, a favore dell'esistenza di due paracleti: 
- il primo paracleto, identificato con Gesù Cristo in 2,1[8], tradotto con "avvocato";
- il secondo paracleto, identificato con lo Spirito Santo Dio in 14,16[9], tradotto con "consolatore".

In entrambi i versi citati, la parola greca paraclito compare con l'iniziale maiuscola, che è utilizzata per i nomi propri di persona.
La dottrina dei due paracleti sarebbe una prova biblica della dottrina trinitaria, in quanto afferma che lo Spirito Santo Dio procede da Gesù Cristo ed è da questi inviato come pastore vicario della Sua Chiesa. La differente traduzione della parola paracleto come "avvocato" e come "consolatore" richiama due funzioni divine che possono essere relative a due persone distinte della Trinità.

## Nell'Islam
L'opinione comune della teologia islamica è che il paraclito nel senso di «consolatore» non sia altro che il profeta Maometto.